# 坂井弘一
坂井 弘一（さかい ひろいち、1929年3月21日 - 2021年11月22日）は、日本の政治家。和歌山県日高郡南部町（現・みなべ町）出身。摂南工業専門学校（現・大阪工業大学）電気工学科卒業。元衆議院議員（8期）。

## 経歴
1929年3月21日、和歌山県日高郡南部町（現・みなべ町）に生まれる。
1948年、摂南工業専門学校（現・大阪工業大学）電気工学科を卒業する。
1963年、和歌山市議会議員選挙に、公明政治連盟から立候補し、当選する。
1967年、和歌山県議会議員選挙に立候補し、当選する。県議会議員に転出した。
1969年12月27日、第32回衆議院議員総選挙に、和歌山1区から公明党公認候補として立候補し、初当選する（以降、連続8期）。
1976年、ロッキード事件が明るみになり公明党内に設置されたロッキード問題調査委員会事務局長に就任。次いで国会内にロッキード問題調査特別委員会が設けられると、委員、理事を務めた。
1980年6月22日、第36回衆議院議員総選挙に立候補し、当選する。社会党・民社党推薦による選挙協力が成立した。
1985年、公明党政策審議副会長に就任し、社会党との社公連合政権構想において公明党の責任者を務める。
1989年5月、公明党国会対策委員長の市川雄一の後任として、公明党国会対策委員長に就任する。
1990年11月、公明党国会対策委員長を退任する（後任は、神崎武法が就任）。
1993年7月、第40回衆議院議員総選挙に立候補せず、選挙地盤を公明党公認候補の西博義に譲り、政界を引退する。
1994年、公明党副委員長に就任する。
2021年11月22日16時33分、老衰のため和歌山県海南市の病院で死去。92歳没。

## 役職歴
- 公明党政策審議副会長
- 公明党国会対策委員長
- 公明党副委員長